# Falenko
Falenko est une commune rurale du Niger, située dans le département de Tanout, dans la région de Zinder. Elle comptait 13 993 habitants en 2012.

## Géographie
Falenko est située dans le centre-sud du Niger, dans la zone géographique du Sahel, à environ 60 kilomètres au nord-ouest de la capitale régionale Zinder et à environ 60 kilomètres au sud-ouest de Tânout, le long de la frontière avec la région voisine de Maradi. Les communes voisines sont Gangara au nord, Ollelewa à l'est, Tirmini au sud-est, Ourafane au sud, El Allassane Maïreyrey au sud-ouest et Tarka à l'ouest. 
|         | Gangara |         |
| Gangara | Falenko | Gangara |
|         | Tirmini |         |

Le territoire dont Falenko est le chef-lieu compte 25 villages et 20 hameaux.

## Histoire
Le village de Falenko a été fondé dans les années 1920 par un chef touareg. En 1945, le chef touareg de Tanout a été destitué par la France, alors puissance coloniale, pour avoir négligé de ravitailler les troupes françaises à Agadez, et a été rétrogradé au rang de chef de village de Falenko.
La commune de Falenko a été créée en 2002 dans la partie sud du canton de Gangara, dans le cadre d'une réforme administrative nationale. En 2017, la chefferie traditionnelle de Falenko a été élevée au rang de chefferie particulière, niveau administratif situé en dessous de celui d'un canton. 

## Démographie et économie
Le territoire de la commune comptait 2 794 habitants lors du recensement de 2001, répartis en 449 ménages, et 13 993 habitants lors de celui de 2012, répartis en 1 928 ménages ; 3 365 personnes vivaient au chef-lieu.
La majorité des habitants sont des Touaregs, qui appartiennent surtout à l'ethnie Bella ; y vivent également des Haoussas, qui pratiquent surtout l'agriculture, ainsi que des Peuls qui pratiquent le pâturage itinérant.
Falenko a été un centre de culture du mil jusqu'à ce que les sécheresses récurrentes des années 1970 mettent un terme à cette production. Un marché hebdomadaire a lieu le vendredi à Falenko et attire les habitants des communes de Gangara, Olléléwa, Ourafane, Tessaoua et Tirmini,.